# HMS Swiftsure (1804)
El HMS Swiftsure fue un navío de línea británico de 2 puentes y 74 cañones de la Royal Navy construido bajo diseño del ingeniero naval Sir John Henslow en los astilleros de Bucklers Hard (Hampshire) entre 1802 y 1804, siendo su constructor Balthazar Adams. De acuerdo con los estándares británicos el buque quedaba categorizado como navío de línea de tercera clase. El coste total de su construcción superó la cifra de 35 797 £.

## Trayectoria en laRoyal Navy
Después de que Pierre Charles Silvestre de Villeneuve zarpara con su flota francesa del puerto de Tolón rumbo a las Indias Occidentales, una flota británica mandada por Horatio Nelson se lanzó en pos de perseguirla, formando parte de la misma el HMS Swiftsure.
Un año después de echarse a la mar, participó el 21 de octubre de 1805 en la batalla de Trafalgar, formando parte de la columna dirigida por el almirante Cuthbert Collingwood, en retaguardia. En la batalla combatió con el buque francés Achille, de 74 cañones, durante cerca de 40 minutos. El HMS Swiftsure llegó a perder el trinquete y a tener gravemente dañado el palo de mesana. Con 570 hombres a bordo, tuvo 9 muertos y 8 heridos en total.
Por pura casualidad en Trafalgar, figuraba en los navíos de la escuadra combinada el buque francés Swiftsure, de 74 cañones, que había sido apresado a los británicos en 1801. Como este último buque fue recapturado a su vez por los británicos en Trafalgar, la Royal Navy se encontró con dos navíos con el mismo nombre en su poder y se resolvió cambiarle el nombre al barco recapturado a HMS Irresistible.
En febrero de 1814, el HMS Swiftsure formó parte de la escuadra del vicealmirante Edward Pellew, que en el día 13 de dicho mes descubrió la escuadrilla francesa del contralmirante Julien Cosman, formada por tres navíos de línea y tres fragatas, que navegaban desde Tolón a Génova para transportar el material necesario para la construcción de un nuevo navío para la flota francesa.
El navío permaneció en servicio hasta 1816, año en que fue enviado al puerto de Portsmouth, donde quedó en la reserva hasta 1819, año en que se convirtió en buque de recepción de tropas. En septiembre de 1844, se escoró y se hundió en Portchester, Hampshire. En noviembre de 1844, estaba siendo utilizado como buque objetivo por el HMS Excellent. Fue vendido por una cantidad de 1 055 £ y declarado fuera de servicio en 1845.